# William Donald Schaefer Tower
William Donald Schaefer Tower – wieżowiec w Baltimore, w stanie Maryland, w Stanach Zjednoczonych, o wysokości 150 m. Budynek został otwarty w 1992 i liczy 37 kondygnacji.